# Ischnopopillia phylloperthoides
Ischnopopillia phylloperthoides är en skalbaggsart som beskrevs av Leon Fairmaire 1887. Ischnopopillia phylloperthoides ingår i släktet Ischnopopillia och familjen Rutelidae. Inga underarter finns listade i Catalogue of Life.